# Diócesis de Prince George
La diócesis de Prince George (en latín: Dioecesis Principis Georgen(sis) y en inglés: Roman Catholic Diocese of Prince George) es una circunscripción eclesiástica latina de la Iglesia católica en Canadá, sufragánea de la arquidiócesis de Vancouver. La diócesis tiene al obispo Stephen Jensen como su ordinario desde el 3 de enero de 2013.

## Territorio y organización
La diócesis tiene 345 600 km² y extiende su jurisdicción sobre los fieles católicos de rito latino residentes en la parte septentrional de la provincia de Columbia Británica, incluyendo el archipiélago de Haida Gwaii.
La sede de la diócesis se encuentra en la ciudad de Prince George, en donde se halla la Catedral del Sagrado Corazón.
En 2019 en la diócesis existían 20 parroquias.

## Historia
La prefectura apostólica de Yukón fue erigida el 9 de marzo de 1908 con el breve Quae catholico nomini del papa Pío X, obteniendo el territorio del vicariato apostólico de Mackenzie (hoy diócesis de Mackenzie-Fort Smith).
El 20 de noviembre de 1916 la prefectura apostólica fue elevada a vicariato apostólico con la breve Quae in longinquis del papa Benedicto XV; al mismo tiempo se expandió con porciones de territorio que habían pertenecido a la arquidiócesis de Vancouver en la Columbia Británica y tomó el nombre de vicariato apostólico del Yukón y Prince Rupert.
El 14 de enero de 1944, en virtud de la bula Impensum quo del papa Pío XII, el vicariato apostólico, que tenía su centro administrativo en Prince Rupert, se dividió, dando lugar a los vicariatos apostólicos de Prince Rupert y Whitehorse (hoy diócesis de Whitehorse); los dos vicariatos apostólicos también incorporaron algunos territorios del vicariato apostólico de Grouard (hoy arquidiócesis de Grouard-McLennan).
Con la misma bula, Emile-Marie Bunoz, exvicario apostólico del Yukón y Prince Rupert, asumió el título de vicario apostólico de Prince Rupert.
El 13 de julio de 1967, como resultado de la bula Adsiduo perducti del papa Pablo VI, el vicariato apostólico de Prince Rupert fue elevado a diócesis y tomó su nombre actual. Originalmente era sufragánea de la arquidiócesis de Grouard-McLennan.
El 25 de marzo de 2000 la diócesis pasó de la jurisdicción de la Congregación para la Evangelización de los Pueblos a la jurisdicción de la Congregación para los Obispos y al mismo tiempo pasó a formar parte de la provincia eclesiástica de la arquidiócesis de Vancouver.

## Estadísticas
De acuerdo al Anuario Pontificio 2020 la diócesis tenía a fines de 2019 un total de 59 720 fieles bautizados.
| Año                                                                             | Población            | Población | Población      | Sacerdotes | Sacerdotes    | Sacerdotes    | Bautizados por sacerdote | Diáconos permanentes | Religiosos | Religiosos | Parroquias |
| Año                                                                             | Bautizados católicos | Total     | % de católicos | Total      | Clero secular | Clero regular | Bautizados por sacerdote | Diáconos permanentes | Varones    | Mujeres    | Parroquias |
| ------------------------------------------------------------------------------- | -------------------- | --------- | -------------- | ---------- | ------------- | ------------- | ------------------------ | -------------------- | ---------- | ---------- | ---------- |
| 1950                                                                            | 8000                 | 50 000    | 16.0           | 30         |               | 30            | 266                      |                      | 8          | 54         | 4          |
| 1966                                                                            | 29 910               | 130 000   | 23.0           | 37         | 3             | 34            | 808                      |                      |            | 107        | 18         |
| 1970                                                                            | 26 355               | 133 620   | 19.7           | 63         | 34            | 29            | 418                      |                      | 40         | 100        | 17         |
| 1976                                                                            | 26 000               | 139 000   | 18.7           | 33         | 4             | 29            | 787                      |                      | 40         | 53         | 19         |
| 1980                                                                            | 26 000               | 139 000   | 18.7           | 27         | 3             | 24            | 962                      |                      | 31         | 54         | 20         |
| 1990                                                                            | 56 977               | 240 500   | 23.7           | 25         | 5             | 20            | 2279                     | 1                    | 28         | 37         | 20         |
| 1999                                                                            | 51 200               | 234 416   | 21.8           | 19         | 7             | 12            | 2694                     |                      | 15         | 30         | 19         |
| 2000                                                                            | 51 200               | 234 416   | 21.8           | 19         | 8             | 11            | 2694                     |                      | 13         | 26         | 18         |
| 2001                                                                            | 51 200               | 234 416   | 21.8           | 20         | 9             | 11            | 2560                     |                      | 12         | 24         | 18         |
| 2002                                                                            | 51 200               | 234 416   | 21.8           | 19         | 9             | 10            | 2694                     |                      | 11         | 22         | 18         |
| 2003                                                                            | 51 200               | 234 416   | 21.8           | 20         | 12            | 8             | 2560                     |                      | 9          | 22         | 18         |
| 2004                                                                            | 51 200               | 234 416   | 21.8           | 19         | 11            | 8             | 2694                     |                      | 9          | 22         | 22         |
| 2013                                                                            | 55 800               | 254 900   | 21.9           | 21         | 14            | 7             | 2657                     |                      | 9          | 13         | 18         |
| 2016                                                                            | 57 626               | 263 461   | 21.9           | 21         | 11            | 10            | 2744                     |                      | 13         | 10         | 18         |
| 2019                                                                            | 59 720               | 273 300   | 21.9           | 27         | 18            | 9             | 2211                     |                      | 11         | 9          | 20         |
| Fuente: Catholic-Hierarchy, que a su vez toma los datos del Anuario Pontificio. |                      |           |                |            |               |               |                          |                      |            |            |            |

## Episcopologio
- Emile-Marie Bunoz, O.M.I. † (7 de abril de 1908-3 de junio de 1945 falleció)
- Anthony Jordan, O.M.I. † (22 de junio de 1945-17 de abril de 1955[7] nombrado arzobispo coadjutor de Edmonton[8])
- John Fergus O'Grady, O.M.I. † (19 de diciembre de 1955-9 de junio de 1986 retirado)
- Hubert Patrick O'Connor, O.M.I. † (9 de junio de 1986-8 de julio de 1991 renunció)
- Gerald William Wiesner, O.M.I. (6 de octubre de 1992-3 de enero de 2013 retirado)
- Stephen Jensen, desde el 3 de enero de 2013